# Prevenzione (sicurezza sul lavoro)
La prevenzione, nell'ambito della sicurezza sul lavoro, è l'insieme delle azioni finalizzate ad eliminare o ridurre il rischio, ossia la probabilità che si verifichino eventi non desiderati (pericoli o situazioni pericolose) sul luogo di lavoro.
La prevenzione sul lavoro può riguardare diversi tipi di rischio per la salute e la sicurezza che possono essere presenti nei luoghi di lavoro, tra cui:
- prevenzione degli incendi,
- prevenzione del rischio elettrico,
- prevenzione del rischio chimico,
- prevenzione del rischio biologico,
- prevenzione del rischio microclimatico,
- prevenzione del rischio associato a movimentazione manuale dei carichi,
- prevenzione del rischio di caduta, inciampo e scivolamento,
- prevenzione di incidenti stradali,
- prevenzione del rischio videoterminali (sindrome da visione al computer).

## Prevenzione e protezione
La prevenzione si differenzia dalla protezione, che è invece finalizza a eliminare o ridurre gli effetti prodotti da eventi non desiderati (senza prevenirne l'accadimento). Generalmente, per lo stesso rischio possono essere predisposte e messe in atto sia misure di prevenzione sia misure di protezione. Ad esempio, si può ridurre il rischio associato ad un'elevata concentrazione di polveri all'interno del luogo di lavoro eliminando a priori la probabilità che tali polveri siano prodotte (preferendo quindi processi produttivi e macchine che non producono polveri) oppure mettendo a disposizione dei lavoratori opportune misure di protezione dalle polveri (ad esempio appositi impianti di aspirazione e filtrazione).

Infografica del NIOSH. I metodi di controllo nella parte superiore della grafica sono potenzialmente più efficaci e protettivi di quelli nella parte inferiore. Seguire questa gerarchia porta normalmente all'implementazione di sistemi intrinsecamente più sicuri, in cui il rischio di malattia o lesioni è stato sostanzialmente ridotto.

Secondo i principi della gerarchia dei controlli del rischio, le misure di prevenzione risultano più efficaci delle misure di protezione. In particolare, l'eliminazione della sorgente del rischio e l'applicazione di buone pratiche di progettazione sono considerate le misure di sicurezza più efficaci, mentre l'utilizzo di dispositivi di protezione individuale (DPI) è considerata la misura di sicurezza meno efficace.

## Esempi
Alcuni esempi di misure di prevenzione sono:
- la scelta di processi produttivi che utilizzino macchine e sostanze sicure;
- la progettazione, costruzione e corretto utilizzo di ambienti, strutture, macchine, attrezzature e impianti;
- l'adozione di comportamenti e procedure operative adeguate;
- la manutenzione preventiva e la manutenzione predittiva delle macchine e degli impianti;
- il controllo e la sorveglianza dei luoghi di lavoro e la segnalazione della presenza di potenziali situazioni di pericolo prima che queste possano produrre un danno;
- l'informazione, la formazione e l'addestramento dei lavoratori.

## Legislazione

### In Italia
In Italia, l'articolo 2 lettera n del D.Lgs.81/2008 definisce la prevenzione sul lavoro specificamente come «il complesso delle disposizioni o misure necessarie anche secondo la particolarità del lavoro, l'esperienza e la tecnica, per evitare o diminuire i rischi professionali nel rispetto della salute della popolazione e dell'integrità dell'ambiente esterno».